# Vatica lowii
Vatica lowii är en tvåhjärtbladig växtart som beskrevs av George King. Vatica lowii ingår i släktet Vatica och familjen Dipterocarpaceae. Inga underarter finns listade i Catalogue of Life.